# Képzavar
A képzavar nyelvi kifejezésekben előforduló jelenség, amelynek a lényege, hogy az összekapcsolt fogalmi rétegek ellentétben állnak egymással, összeegyeztethetetlenek. 
Gyakori oka lehet például a szóláskeveredés (nem enged a huszonegyből – helyesen: a negyvennyolcból). Több kifejezés (különösen közhelyes kifejezés) keveredése nevetséges hatást is kelthet, például "az ellenség keze betette a lábát".